# L'Amant de madame Vidal (film)
Pour les articles homonymes, voir L'Amant de madame Vidal.
Pour plus de détails, voir Fiche technique et Distribution.
L'Amant de madame Vidal est un film français d'André Berthomieu sorti en 1936.

## Fiche technique
- Réalisation : André Berthomieu, assisté d'André Zwoboda
- Scénario : Louis Verneuil d'après sa pièce éponyme
- Décors : Jean d'Eaubonne
- Photographie : Jean Isnard
- Société de production : Films Roger Richebé
- Pays d'origine :  France
- Format :  Son mono - 35 mm - 1,37:1  - Noir et blanc
- Genre : Comédie
- Durée : 87 minutes
- Date de sortie : 
  - France - 1er octobre 1936
- Affiche : Bernard Lancy (France)

## Distribution
- Elvire Popesco : Catherine Vidal
- Victor Boucher : Philippe Marcelin
- Jacques Louvigny : M. Vidal
- Mireille Perrey : Françoise Charny
- Pierre Etchepare : de Brézolles
- Louis Florencie : Monsieur Giroux
- Simone Mareuil : Suzanne
- Jean Temerson : Guillaume
- Hugues de Bagratide
- Paul Demange
- Robert Seller